# روني راي
روني راي (بالإنجليزية: Ronny Ray)‏ هو عداء سريع أمريكي، ولد في 2 يناير 1954.

## وصلات خارجية
- روني راي على موقع الاتحاد الدولي لألعاب القوى (الإنجليزية)